# 石家庄铁道大学

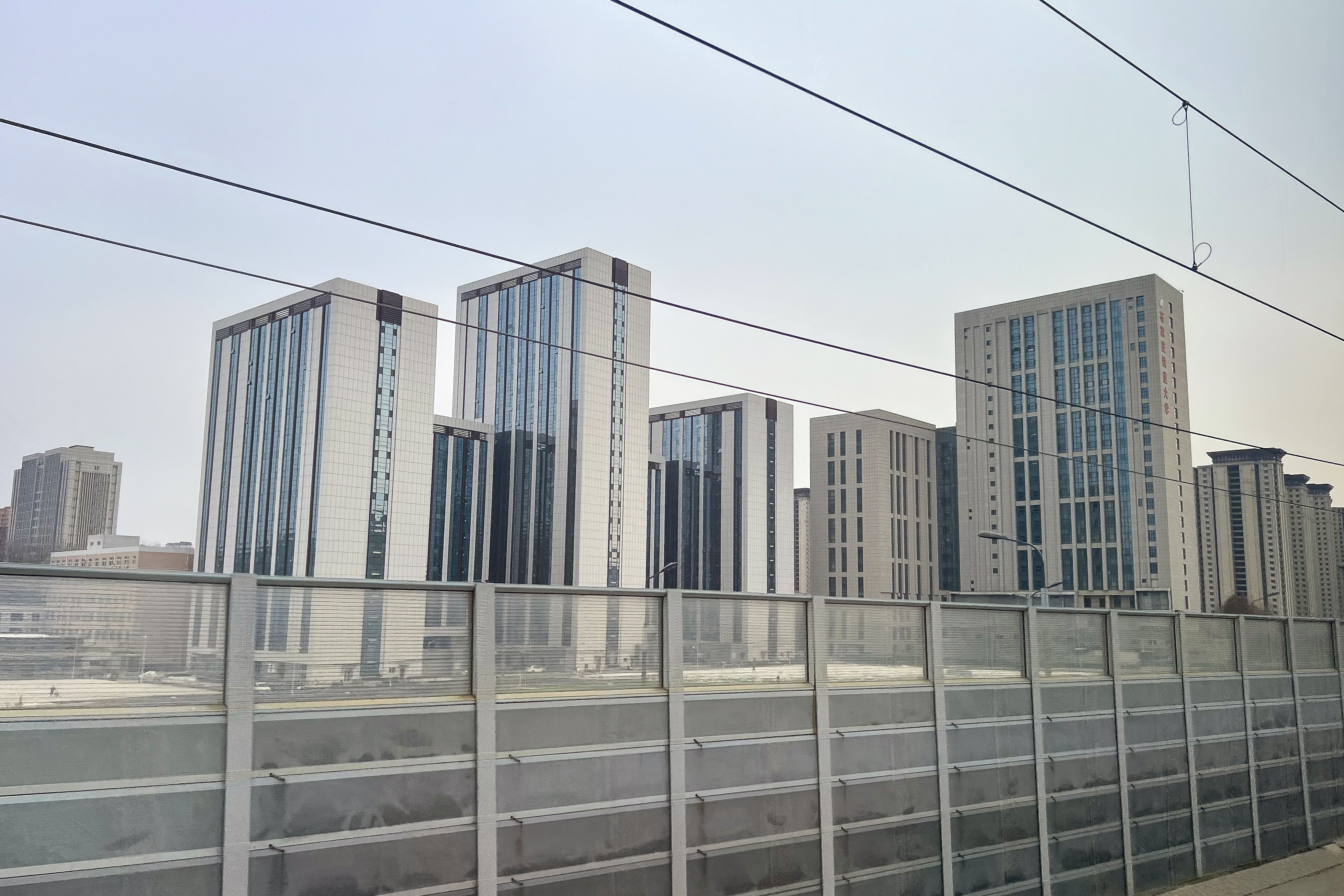
从京广高铁拍摄的石家庄铁道大学（2024年1月）

石家庄铁道大学建立于1950年9月1日，原属中国人民解放军铁道兵，1984年转入中华人民共和国铁道部并更名为石家庄铁道学院，2001年转入河北省，是中央与地方共建学校，河北省重点骨干大学。2010年更名为石家庄铁道大学。
目前，学校设有20个学院(系、部)以及国防交通、大型结构监测、交通安全工程等25个研究所。学校现有53个本科专业，5个博士学位一级学科授权点，1个博士专业学位授权点，3个博士后流动站，14个硕士学位一级学科授权点，1个硕士学位二级学科授权点，14个硕士专业学位授权点，具有同等学力硕士学位授予权。建有1个国家重点实验室培育基地，4个省部级重点实验室(工程技术研究中心)，5个省级重点学科，1个省级重点发展学科。2009年被批准为博士学位授权立项建设单位。2012年被列为教育部“卓越工程师教育培养计划”第二批试点高校。

## 沿革
1950年6月，中央軍委批准組建一所鐵道兵幹部學校。1950年9月1日，解放軍鐵道兵團幹部學校在北京創校。1950年11月6日，解放軍鐵道兵團幹部學校遷址河南省洛陽市。1951年5月，中央軍委批准解放軍鐵道兵團幹部學校遷址河北省石家莊市。1954年4月，中央軍委命令解放軍鐵道兵團幹部學校更名為鐵道兵學校，師級建制，開始培養鐵道兵初級、中級指揮員。1958年4月，重慶軍事交通學校被併入鐵道兵學校。
1961年，鐵道兵學校更名為第一鐵道兵學校。1961年7月，第一鐵道兵學校透過全國統一高考招收大學本科學員，設有橋樑、線隧、機械專業。1962年7月1日，中國人民解放軍總參謀部批准第一鐵道兵學校更名為鐵道兵學院，軍級建制，設有指揮學系、工程學系和軍事交通學系。
1970年3月，中央軍委批覆，鐵道兵命令組建鐵道兵學校，行使軍級權限。1973年，鐵道兵學校鐵道工程專業開始招生。1975年，鐵道兵學校招收高級中學畢業的解放軍戰士入學。1976年1月，鐵道兵學校更名為鐵道兵技術學校。1978年1月13日，鐵道兵技術學校更名為鐵道兵工程學院，軍級建制。1979年4月，中央軍委批准，中華人民共和國教育部與中國人民解放軍總政治部在聯合通知中，將鐵道兵工程學院列入全國重點高等院校第一批錄取院校。
1983年7月8日，中國人民解放軍總後勤部通知，鐵道兵工程學院軍事交通學系從1983年8月1日起移交中國人民解放軍後勤學院（1986年1月15日與中國人民解放軍軍事學院、中國人民解放軍政治學院合併為中國人民解放軍國防大學）。1984年1月1日，遵照中華人民共和國國務院與中央軍委決定，鐵道兵被併入中華人民共和國鐵道部，鐵道兵工程學院更名為石家莊鐵道學院；同年，中國人民解放軍後勤學院軍事交通學系遷至武漢。
1990年起，石家莊鐵道學院與西南交通大學、北方交通大學（今北京交通大學）等大專院校在“橋樑與隧道工程”、“工程機械”、“鐵道工程”、“固體力學”、“斷裂力學”等專業聯合培養碩士生。1993年，石家莊鐵道學院中專部獨立為石家莊鐵路工程學校（今石家莊鐵路職業技術學院）。1995年，石家莊鐵道學院成立董事會。1998年，石家莊鐵道學院申報“機械設計與理論碩士班”、“道路與交通工程碩士班”成功，取得獨立招收研究生的資格。
2000年3月1日，石家莊鐵道學院調整為“中央與地方共建，以河北省管理為主”的普通高等學校，是河北省重點建設的骨幹大學之一。2001年，石家莊鐵道學院土木工程專業通過中華人民共和國建設部“高等教育土木工程專業教育評估”，是河北省第一家通過此一評估的本科院校。2003年9月，中華人民共和國教育部批准石家莊鐵道學院為博士研究生聯合培養單位，由中華人民共和國教育部單獨下達招生計划，石家莊鐵道學院負責培養，西南交通大學負責授予學位。
2010年经全国高等学校设置评议委员会评议决定，石家庄铁道学院更名为石家庄铁道大学。

## 外部連結
- 石家庄铁道大学 （页面存档备份，存于）